# Brams
Brams és un grup de música rock de Berga en actiu entre 1990 i 2005, i des de 2010 fins a l'actualitat. Es tracta d'un grup marcat pel compromís nacional i social de les seves lletres, que s'encabia dins del moviment del rock català. Fins al moment han tret un total de tretze discos, el darrer d'ells Demà (2017). El cantant i líder del grup és Francesc Ribera, "Titot".

## Història
L'any 1990, Francesc Ribera, Sergi Valero i Josep Maria Gómez van idear el grup i poc després s'hi van afegir Toni Romero (guitarra), August Gendrau (guitarra) i Francesc Xavier Martínez "Txu" (baix) –que tocaven junts en el grup Pots Komptar– i Jordi Castilla (teclats) i Sílvia Cardona (cors). Sergi Valero, finalment, no s'incorporà al grup però restà com a compositor.
La primera aparició pública de Brams va ser a la mostra Moguda del Berguedà el 14 de juliol de 1990, a la localitat de Sant Jordi de Cercs (el Berguedà), i el primer concert va ser a la festa major de Gósol del mateix any. Després d'altres concerts per la comarca, l'any 1991 van fer la primera actuació a Barcelona, a les cotxeres de Sants.
A principis de 1992 van treure el seu primer disc Amb el Rock a la faixa, produït per Reyes Torio, que també els va fer de productor en els següents treballs Ni un pas enrere (1993) i La diplomàcia de la rebel·lia (1994). En aquest darrer disc van comptar amb la col·laboració del grup basc Negu Gorriak. L'any 1995 editaren el seu quart treball Cal seguir lluitant, i el 1997 tragueren el seu primer disc en directe, Brams al Liceu, que va ser gravat a la sala La Capsa del Prat de Llobregat.
A finals de 1997, el grup va fer una gira per Nicaragua (donant suport al FSLN en les eleccions municipals), El Salvador i Veneçuela. D'aquesta gira en sortí el seu sisè disc, Nena de Nicaragua (1998). Després de canviar de discogràfica (Discmedi) i de productor (Dennis Herman) van treure el seu setè disc, Tot és possible (1999). El 2001 van publicar Aldea Global Thematic Park, disc en el qual continuaren amb la seva crítica política i social. El 2003 aparegué el seu darrer disc d'estudi, Energia.
Finalment, Sempremés (2005) va ser el disc de comiat del grup, gravat en directe en el seu darrer concert a Berga. El concert de comiat va reunir vora 11.000 seguidors. El seu últim treball es va presentar amb un doble CD amb les més de dues hores de concert i la gravació en DVD.
A mitjans del 2009, el cantant del grup (Francesc Ribera, «Titot») desvelà que per a commemorar els 20 anys de la creació del grup els seus integrants oferirien durant els primers mesos del 2010 un seguit de concerts arreu dels Països Catalans. Després de la bona resposta de públic d'aquest concerts, el grup prengué la decisió de tornar de ple a l'activitat i enregistrar un nou disc (Oferta de diàleg, 2011, amb la producció de David Rosell). La primera cançó d'aquest treball, «Inauguració», fa burla irònicament sobre el periodista espanyol Federico Jiménez Losantos, i fa al·lusió a l'atemptat que va patir per part de Terra Lliure el 1981.
El 22 d'abril de 2014 van publicar el disc Anem tancant les portes a la por, que consta de 12 cançons. L'any 2017 van publicar el disc Demà.
L'any 2020 van haver de suspendre la gira de commemoració dels 30 anys del grup a causa de les restriccions socials relacionades amb la pandèmia de Covid19, podent-se realitzar només un (Navàs, Bages) de la trentena de concerts programats
Durant el primer semestre de 2022 van realitzar la gira Baula rere baula, organitzada pel festival BarnaSants, que els va passejar per Catalunya, el País Valencià, Mallorca, Formentera, Catalunya Nord i l'Alguer.

## Discografia
1. | • Amb el rock a la faixa (1992)                                                                                                                                                                               |
| --- |
| Cara 1 1. «El millor» 2. «Espera'm assegut» 3. «Goigs a Sant Hilari» 4. «La gran sargantana» 5. «Papa Cara 2 1. «Som a Girona» 2. «El president» 3. «L'últim tirabol» 4. «Paraules sàvies» 5. «L'operació Ós» |
2. | • Ni un pas enrere (1993)                                                                                                                                                                                                                                               |
| --- |
| Cara 1 1. «El llop i les cabretes» 2. «Ui, avui!!» 3. «Cançó d'amor» 4. «Fidels a la utopia» 5. «L'hermafrodita» Cara 2 1. «Rock a la cort de porcs» 2. «Hey Joe (no m'enlluernis)» 3. «La diplomàcia de la rebel·lia» 4. «Marihuana berguedana» 5. «Apòstols de Bacus» |
3. | • La diplomàcia de la rebel·lia (1994)                                                                                                                                                         |
| --- |
| 1. «La diplomàcia de la rebel·lia / Bihurkerieren diplomazia» 2. «Bihurkerieren diplomazia» 3. «La diplomàcia de la rebel·lia» 4. «Fidels a la utopia» 5. «Makurtu gabe» 6. «Espera'm assegut» |
4. | • Cal seguir lluitant (1995)                                                                                                                                                                                                                |
| --- |
| 1. «Moros i cristians» 2. «Quan t'imagino cagant» 3. «Massana» 4. «Vull per a demà» 5. «El meu cor pertany al papa» 6. «Inici de càstig al fetge» 7. «Herbes i fermentats» 8. «El dia dels innocents» 9. «Tot depèn» 10. «Popular infantil» |
5. | • Al Liceu (directe) (1997)                                                                                                                                                                                                                                                                                                                                                                                                                                                    |
| --- |
| 1. «Goigs a Sant Hilari» 2. «Marihuana berguedana» 3. «La pesta blava» 4. «Som a Girona» 5. «Sant Jordi 1985» 6. «Sóc el millor» 7. «Fidels a la utopia» 8. «Cançó d'amor» 9. «Massana» 10. «Patrons de tots els països: uniu-vos!» 11. «Espera'm assegut» 12. «Papa» 13. «Herbes i fermentats» 14. «El llop i les cabretes» 15. «El president» 16. «L'últim tirabol» 17. «Vull per a demà» 18. «Moros i cristians» 19. «Quan t'imagino cagant» 20. «Inici de càstig al fetge» |
6. | • Nena de Nicaragua (1998)                                                                                       |
| --- |
| 1. «Guanyarem!» 2. «Nena de Nicaragua» 3. «La declinació del beure» 4. «Tir al feixista» 5. «Tornarem a guanyar» |
7. | • Tot és possible (1999)                                                                                                                                                                                                                                                                |
| --- |
| 1. «Fuig amb mi» 2. «Brindis» 3. «Sóc d'un país» 4. «Dilluns que ve» 5. «Temps de decadència» 6. «No se'ns fondrà el somni» 7. «Premsa lliure» 8. «No em deixis marxar» 9. «L'home de Kigali» 10. «Moltes gràcies» 11. «Aquesta remor que se sent» 12. «Aquest món» 13. «De bar en bar» |
8. | • Aldea Global Thematic Park (2001)                                                                                                                                                                                                                                                                                                                                                                                                            |
| --- |
| 1. «Aldea Global Thematic Park» 2. «Portugal» 3. «La factoria de la dominació» 4. «Autoodi · Part I · Iogurts desnatats» 5. «Autoodi · Part II · Foscor» 6. «Pocatraça» 7. «La guerra de la verdulaire · Part I · Sants collons» 8. «La guerra de la verdulaire · Part II · Fil a l'agulla» 9. «La guerra de la verdulaire · Part III · El senyal de combat» 10. «La guerra de la verdulaire · Part IV · Peça a peça» 11. «Dolça» 12. «Batecs» |
9. | • Energia (2003)                                                                                                                                                                                                                |
| --- |
| 1. «Energia» 2. «Ploramiques» 3. «Bufar i fer ampolles» 4. «No teniu pas prou acer» 5. «Ho endevinaràs» 6. «Quan surt el sol» 7. «Rojo-separatista» 8. «Què podríem fer?» 9. «La plaça» 10. «Sempre més» 11. «Cap mala pensada» |
10. | • Sempremés (2005)                                                                                                                                                                                                                                                                                                                                                                                                                                                                                                                                                                                                                                                                                                                                                             |
| --- |
| CD 1 1. «Ara mateix» 2. «Brindis» 3. «Guanyarem!» 4. «Fuig amb mi» 5. «El senyal de combat» 6. «Moltes gràcies» 7. «Sants collons» 8. «No teniu pas prou acer» 9. «Albaes» 10. «Cap mala pensada» 11. «Moros i cristians» 12. «Premsa lliure» 13. «La diplomàcia de la rebel·lia» 14. «Aldea global» 15. «Rojo separatista» 16. «Ploramiques» 17. «Quan t'imagino cagant» 18. «Bufar i fer ampolles» 19. «L'operació Ós» 20. «No em deixis marxar» 21. «Massana» 22. «Ho endevinaràs» CD 2 1. «La plaça» 2. «L'últim tirabol» 3. «Sóc d'un país» 4. «Vull per a demà» 5. «El president» 6. «Sóc el millor» 7. «Papa» 8. «Goigs a Sant Hilari» 9. «Inici de càstig al fetge» 10. «Dilluns que ve» 11. «Quan surt el sol» 12. «Nena de Nicaragua» 13. «Energia» 14. «Sempre més» |
11. | • Oferta de diàleg (2011)                                                                                                                                                                                                                                                           |
| --- |
| 1. «Inauguració» 2. «Consell d'enemic» 3. «Més» 4. «Cançó pirata somali» 5. «Un regal de la història» 6. «Oferta de diàleg» 7. «Un secret que t'havia de dir» 8. «Pólvora» 9. «Salvem els pronoms febles» 10. «Divisa» 11. «No és pas boig qui a casa torna» 12. «Cançó de bressol» |
12. | • Anem tancant les portes a la por (2014)                                                                                                                                                                                                                                                                                                    |
| --- |
| 1. «XXV (La pell de brau)» 2. «Ordre d'allunyament» 3. «El més precís dels mapes» 4. «Història d'Espanya (explicada pels espanyols)» 5. «Anem tancant les portes a la por» 6. «No dependre» 7. «El futbol és així» 8. «Aiguòlics anònims» 9. «La clau de volta» 10. «Tres exèrcits» 11. «Esperava aquest moment» 12. «Si la vida fos un dia» |

| • Demà (2017) |
| --- |
| 1. «Dona el teu cos a la ciència» 2. «Demà» 3. «Sàhara» 4. «Superpoblació» 5. «Llarga joventut» 6. «No ho pararem» 7. «Cuina per ineptes» 8. «De les neus al palmera» 9. «Tants cops com ens mateu» 10. «Turcs o cavallets» |

## Altres projectes
A part de Brams, Francesc Ribera "Titot" i David Rosell participen en el grup de folk-rock Mesclat, juntament amb Joan Reig d'Els Pets, Pep-Toni Rubio de Música Nostra, Joan Aguiar i Marcel Casellas de La Principal de la Nit; alhora, també formen el duo Titot i David Rosell.
Francesc Ribera va formar part d'un altre projecte anomenat Dijous Paella, amb músiques d'aire rumber. David Rosell, per la seva banda, és el cantant i guitarrista del grup Dept.. L'any 2006 Francesc Ribera, juntament amb Xevi Vila, Sergi Beringues i altres incorporacions, engegaren un nou projecte musical amb el nom d'Aramateix.